# Cyllopoda radiata
Cyllopoda radiata là một loài bướm đêm trong họ Geometridae.